# 나산백화점
나산백화점(羅山百貨店)은 서울특별시 강남구 논현동 강남구청역 사거리에 위치하던 백화점이었다. 현재는 철거되었고 파로스타워(현 더 피나클 강남)가 들어섰다. 옛 백화점 건물은 폐점 후 오랫동안 방치되어 오다가 2008년 10월 31일 건물 철거 공사 도중 붕괴되었다. 이 사고로 1명 사망, 1명이 부상을 당했다.
이 백화점은 1983년 8월 강남 지역 최초의 백화점인 영동백화점으로 개점하였으나, 다른 백화점과의 경쟁에 밀려 1993년 1월 폐업하였다. 폐업 이후 신세계에서 위탁 경영하여 신세계백화점 영동점이 되었다. 1995년 4월 나산그룹이 인수한 다음 직영하여 나산백화점으로 재개점하였다. 나산그룹은 강남의 요지에 위치한 이 백화점을 특유의 가격파괴 전략으로 인기를 모으게 하였으며, 다른 지역에도 지점을 개설하기도 하였으나 곧 인기는 시들해졌고, 1997년 11월 IMF 구제금융사건으로 큰 타격을 받았다.
부실 시공되었던 백화점 건물은 1998년 10월 서울 지하철 7호선 강남구청역 공사로 인하여 지하 주차장 기둥에 심각한 균열이 발생하면서 재난위험시설로 지정되어 영업이 정지되었다. 건물은 무량판 구조로 되어 있었는데 무량판 구조는 상판에 철제 대들보를 설치하지 않고 시공하는 공법으로 경제성 때문에 1980년대에 주로 선호했던 공법이었다. 보를 만들기 위하여 높이를 확보할 필요가 없어 건물높이 제한이 있을 경우 더 많은 층을 지을 수 있기 때문이다. 그러나 무량판 구조는 한꺼번에 무너져 내려 대형 인명사고가 일어날 가능성이 있다는 문제가 제기되어 왔다.
1995년 삼풍백화점 붕괴사고 이후 무량판 구조 건축물에 대한 문제점이 제기되자 행정당국은 1998년 전국 56개소 무량판구조 대형건물에 대한 안전점검 결과를 발표하고, 조치에 들어갔다. 균열이 생기기 몇 달전에 나산그룹이 부도가 났고 이 후 복잡한 소유권 문제, 지하철 공사 붕괴 피해 보상 문제 등으로 백화점 건물은 10여 년간 빈 건물로 방치되면서 이 후 강남 한복판의 흉물로 전락하게 된다.

## 사고
나산백화점 건물 자리는 2003년과 2007년의 2차례에 걸친 긴 경매 끝에 2007년 9월 미국계 투자회사가 낙찰받았으며, 강남구는 용도지정을 해제하여 재개발이 가능하게 되었다. 지상 23층의 업무용 빌딩(파로스타워) 건설이 결정되어 2008년 10월 말부터 철거를 시작하였으나, 2008년 10월 31일 철거 중에 건물이 굴착기의 하중을 견디지 못하고 붕괴되어 굴착기 기사 2명이 굴착기와 함께 매몰되었다. 굴착기 기사 중 한 명은 머리 등에 부상을 입고 구조되었으나 나머지 한 명은 굴착기에서 탈출하지 못하고 사망한 채로 발견되었다. 강남소방서 관계자는 붕괴 원인을 "방수 역할을 하는 지붕이 없는 상황에서 빗물이 콘크리트로 스며들어 구조가 약화된 탓에 건물이 굴착기의 무게를 견디지 못한 것으로 보인다."고 말하였다.